# Dancing with the Stars (Costa Rica - mùa 5)
Dancing with the Stars (năm 2018) là mùa thứ 5 của chương trình Bước nhảy hoàn vũ Costa Rica được phát sóng trên kênh Teletica. Đây là phiên bản Costa Rica từ bản gốc của Anh Quốc là Strictly Come Dancing. Randall Vargas, Shirley Álvarez và Bismarck Méndez là các MC của chương trình. Johanna Solano – cựu hoa hậu Costa Rica 2011 là quán quân, đây là lần đầu tiên một khách mời nữ giành được chiến thắng, bạn nhảy của cô khi đó là vũ công Kevin Vera.

## Các cặp đôi
| Người nổi tiếng  | Nghề nghiệp                                          | Bạn nhảy        | Thứ hạng         |
| ---------------- | ---------------------------------------------------- | --------------- | ---------------- |
| Wesley Vargas    | Nhân vật truyền hình                                 | Jahzeel Acevedo | Bị loại đầu tiên |
| Amanda Moncada   | Thợ may quần áo                                      | Billy Corado    | Bị loại thứ 2    |
| Pablo Rodríguez  | Diễn viên                                            | Alhanna Morales | Bị loại thứ 3    |
| Yokasta Valle    | Võ sĩ quyền Anh                                      | Erick Vázquez   | Bị loại thứ 4    |
| Oscar Lopez      | Chính trị gia                                        | Tatiana Sánchez | Bị loại thứ 5    |
| Viviana Calderón | Người dẫn chương trình & diễn viên truyền hình       | Javier Acuña    | Bị loại thứ 6    |
| Jecsinior Jara   | Ca sĩ                                                | Lucía Jiménez   | Bị loại thứ 7    |
| Gustavo Peláez   | Phát thanh viên & diễn viên hài                      | Yessenia Reyes  | Hạng 3           |
| Keyla Sánchez    | Người dẫn chương trình truyền hình & phát thanh viên | Michael Rubí    | Á quân           |
| Johanna Solano   | Người mẫu & Hoa hậu Costa Rica 2011                  | Kevin Vera      | Quán quân        |